# Innocent drinks
Innocent Limited ist ein Unternehmen aus Großbritannien, das sich auf die Herstellung von Smoothies und Fruchtsäften spezialisiert hat. Das Unternehmen ist im Companies House (Handelsregister) unter Nr. 04007092 eingetragen.
Im Jahr 2009 erwarb Coca-Cola zunächst einen Minderheitsanteil unterhalb der Sperrminorität. Seit 2013 besitzt Coca-Cola über 90 % der Unternehmensanteile.

## Geschäftstätigkeit
innocent wurde 1998 von Richard Reed, Jon Wright und Adam Balon gegründet und beschäftigt heute 250 Mitarbeiter in Europa. Die Getränke werden in Supermärkten, Cafés, Tankstellen und anderen Geschäften verkauft. Der Jahresumsatz 2007 lag bei 150 Millionen Euro, aktuell verkauft innocent jede Woche rund zwei Millionen Smoothies. Damit ist das Unternehmen europaweit Marktführer.

## Nachhaltigkeit
Das Unternehmen legt nach eigenen Angaben großen Wert auf Nachhaltigkeit. Dazu gehören neben den Flaschen, die zu 25–50 % aus recyceltem Kunststoff hergestellt sind, auch die Reduzierung der CO2-Bilanz, Materialeinsparungen, Umweltschutz und Spenden in Höhe von 10 % des jährlichen Gewinns. Die The Innocent Foundation erhält den größten Anteil der Spenden und unterstützt damit nach eigenen Angaben Entwicklungsprojekte in den Anbauländern der verwendeten Früchte.
Im Rahmen der Kampagne „Pfand für alle“ initiierte innocent im September 2020 eine Petition, um das Pfand auf Einweggetränkebehälter in Deutschland auf alle PET-Getränkeverpackungen auszuweiten. Fruchtsaftflaschen, wie das Unternehmen sie verkauft, waren vor Juli 2021 nicht pfandpflichtig.

## Kritik
Verschiedene Produkte des Unternehmens stoßen aufgrund irreführend auffassbarer Deklarationen immer wieder auf Kritik. Auf dem Etikett der Sorte „innocent Direktsaft Tropischer Mix“ sind beispielsweise lediglich Ananas, Mango und Maracuja abgebildet, aber keine weiteren Früchte. Laut Zutatenliste stammen aber nur insgesamt 15 Prozent des Produkts aus den abgebildeten Früchten, davon 12 Prozent Ananas, 2 Prozent Mango und lediglich 1 Prozent Maracuja. Hauptbestandteil sind (in der Produktion deutlich günstigerer) Apfelsaft (mit 50 Prozent) sowie Orangensaft (mit 35 Prozent). 85 Prozent des Produkts bestehen somit aus Bestandteilen zum sog. „Strecken“, die nicht auf dem Etikett abgebildet sind. 2018 hat der Verein für Konsumenteninformation (VKI) vom Landesgericht Salzburg recht bekommen und wurde darin bestätigt, dass die innocent Alps GmbH die Konsumierenden damit in die Irre führt.